# Matti Kurikka
Matti Kurikka (Tuutari, Finlàndia, 24 de gener de 1863 - Westerly, Rhode Island, Estats Units, 4 d'octubre de 1915) va ser un periodista finlandès, teòsof i socialista utòpic.

## Biografia
Kurikka va ser l'editor del diari Työmies entre 1897 i 1899. El 1908 Kurikka va comprar el diari Wiipurin Sanomat. Com a editor de Wiipurin Sanomat, Kurikka va ser inicialment influenciat pel moviment polític dels joves finlandesos, després es va dirigir cap al socialisme cristià. Kurikka es va traslladar a l'Amèrica del Nord l'any 1900 i va fundar el diari Aika, el primer diari fino-canadenc.
El 1901 Kurikka va ajudar a establir Sointula, una colònia insular utòpica a l'illa de Malcolm, a la Columbia Britànica, basada en principis cooperatius. Sointula es va dissoldre com a colònia utòpica el 1905 després de dificultats financeres i un incendi devastador, però va continuar com a comunitat basada en la pesca i la tala. Kurikka havia intentat fundar comunitats utòpiques a Chillagoe, Queensland, Austràlia i al Canadà abans de Sointula.